# Hospital Universitari d'Igualada
L'Hospital Universari d'Igualada és un centre hospitalari inaugurat el 2007 a Igualada (Anoia). Segons el projecte es preveia una capacitat inicial de 204 llits d'internament d'aguts, 40 de sociosanitaris, 10 de medicina intensiva (UCI) i 53 llits d'alternatives a l'hospitalització i una plantilla de 800 professionals. És un hospital universitari des del 21 de setembre de 2020.

## Edifici
L'edifici adopta un model extensiu i de poca alçària, que permet flexibilitat d'adaptació a reestructuracions i canvis futurs, i aprofitar al màxim les condicions de ventilació i il·luminació naturals. L'edifici s'adapta a l'avinguda Montaner, i a partir d'aquesta directriu genera una malla rectangular que organitza tot l'edifici i la urbanització interna del solar. Les dues ales transversals de les unitats d'hospitalització adopten una coberta diferenciada, formada per un arc de cercle construït amb xapa metàl·lica, que arriba fins a les testeres i assigna una identitat diferenciada a aquesta part de l'edifici.
És un únic edifici de 3 cossos i ocupa una superfície total de 30.000 metres quadrats (una àrea ambulatòria, una d'hospitalització i una de serveis de suport). A la planta baixa hi ha l'Àrea de Diagnòstic per la imatge Urgències, la base del Servei d'Emergències Mèdiques i el vehicle d'assistència medicalitzada-VAM, bloc quirúrgic amb 6 sales d'operacions, un bloc d'obstetrícia amb 3 sales de part, el laboratori, esterilització, farmàcia i cuina. La planta la completen l'àrea logística, el magatzem i dependències de serveis generals, a més de sales de reunions.
A la planta primera s'hi troba la unitat d'atenció al ciutadà, 8 gabinets d'exploració, la zona d'hospital de dia mèdic, l'hospital de dia quirúrgic i l'àrea de cirurgia menor ambulatòria: 2 sales d'operacions. També hi ha 38 consultoris per visites, 26 monitors d'hemodiàlisi (capacitat màxima) i una àrea de 500 metres quadrats destinada a medicina física i rehabilitadora, a més de despatxos mèdics, aules de formació, oficines i informàtica.
La segona planta disposa de l'àrea d'hospitalització sociosanitària, l'àrea maternoinfantil, i la unitat de vigilància intensiva. Finalment a la planta tercera hi ha l'àrea d'hospitalització mèdica i l'àrea d'hospitalització quirúrgica.

## Història
El Convent dels Caputxins d'Igualada era l'espai de l'antic hospital des de mitjans del segle xix. A la dècada del 1970 aparegué la clínica de la Mútua Igualadina per complementar el servei.
L'any 1994 els dos centres sanitaris de la ciutat es van fusionar en la nova Fundació Sanitària d'Igualada per tal de crear un nou edifici que els agrupés, però que va haver d'esperar 13 anys. Impulsà la construcció i la gestió del nou hospital el Consorci Sanitari de l'Anoia, creat el 2001.
La construcció del nou edifici, en una superfície de 30.000 metres quadrats, va requerir tres anys d'obres amb un cost de 60 milions d'euros.
El març del 2007 van arribar els primers 141 pacients a l'hospital, inclosos tres nadons acabats de néixer i tres ingressats a l'UCI. Van arribar en ambulància procedents de les antigues instal·lacions en un operatiu coordinat pel Consorci Sanitari de l'Anoia que va comptar amb 10 ambulàncies del SEM i 120 professionals. Els pacients van arribar procedents de l'antic hospital situat al passeig Verdaguer.
La primera dècada del nou hospital va ser complicada, ja que al deute històric del centre s'hi va sumar la crisi econòmica. Del deute inicial de 33 milions d'euros, el 2015 es va passar als 20 milions d'euros. El 2011 un ERO va afectar 40 treballadors. La plantilla, que el 2007 era de 779 persones a jornada completa, va créixer fins als 848 treballadors l'any següent, però des de llavors es va anar reduint fins al 2015, amb 782 treballadors. El 2016 tingué 807 treballadors.
Del 2007 al 2015 l'antic hospital d'Igualada va quedar buit. El 2015 s'hi va instal·lar el Centre d'Innovació per a la Simulació en Salut 4D Health, que se suma als 170 centres de simulació mèdica d'Europa però esdevingué el primer centre de simulació mèdica que recrea un hospital sencer. El 4D Health també compta amb la primera farmàcia simulada d'Europa.
El 2020 l'Hospital es va veure afectat per la pandèmia de coronavirus del 2019-2020.